# Refil
Según la saga Hervarar, Refil era un caudillo vikingo sueco, hijo del rey Björn Ragnarsson «Brazo de Hierro» y hermano del heredero Erik II de Suecia. Refil también aparece relacionado en Nafnaþulur como rey del mar. Según las Fuentes, fue un gran señor de la guerra que habría vivido en la Escandinavia del siglo IX. A la muerte de su hermano, su hijo Erik Refilsson heredó el trono de Suecia, lo que sugiere que para entonces Refil ya no estaba vivo.
El mismo nombre Refil, recibe una espada propiedad de Regin, hermano de Fafnir.